# Xã Monroe, Michigan
Xã Monroe (tiếng Anh: Monroe Township) là một xã thuộc quận Newaygo, tiểu bang Michigan, Hoa Kỳ. Năm 2010, dân số của xã này là 320 người.